# Kościół św. Mikołaja w Brzeżanach
Kościół pw. Świętego Mikołaja i klasztor bernardynów w Brzeżanach – zabytkowy zespół w mieście Brzeżany, siedzibie rejonu brzeżańskiego w obwodzie tarnopolskim na Ukrainie. Fundowana przez właścicieli miasta Sieniawskich.

## Historia
Około 1630 Urszula Zofia z Krotoskich Sieniawska (zm. 1637) zaczęła wznosić budowle kościoła, jednak z powodu wojen kozackich i zajęcia przez nieprzyjaciela dóbr Sieniawskich na Podolu i Ukrainie nie zdołała ukończyć prac. W 1683 ówczesny właściciel miasta, wojewoda wołyński i hetman polny koronny Mikołaj Hieronim Sieniawski wraz ze swoją żoną Cecylią Marią z Radziwiłłów podjęli fundację, zobowiązująć się dokończyć budowę wznoszonego kościoła pw. św. Mikołaja i wybudować przy nim klasztor dla bernardynów. Ponieważ w 1684 fundator zmarł, zgodnie z jego wolą budowę prowadził dalej jego syn Adam Mikołaj. Budowa świątyni została ukończona w 1716, a 4 marca 1720 arcybiskup metropolita lwowski Jan Skarbek konsekrował kościół pw. św. Mikołaja.
Gdy w 1726 zmarł ostatni męski przedstawiciel rodu Sieniawskich Adam Mikołaj, jego jedyna córka Maria Zofia wniosła odziedzicone po ojcu dobra jako posag swojemu drugiemu mężowi Augustowi Aleksandrowi Czartoryskiemu więc dobra brzeżańskie rodziny Sieniawskich przeszły w ręce księżąt Czartoryskich, a później Potockich herbu Pilawa. Rodziny te kontynuowały opiekę nad brzeżańskim klasztorem bernardynów.
W kościele znajdowały się piękne rzeźbione posągi świętych, autorem których możliwie był Jan Jerzy Pinzel. Zdaniem Andrzeja Betleja trudno łączyć jakikolwiek element wystroju rzeźbiarskiego w kościele z Janem Obrockim, co  sugerował Zbigniew Hornung.